# Loonheffingen
Loonheffingen zijn heffingen die door overheden zijn ingesteld en die betrekking hebben op het loon van werknemers of met hen gelijkgestelde personen. Loonheffingen vallen in de regel uiteen in loonbelastingen en premies voor sociale verzekeringen. Loonheffingen zijn in veel landen een belangrijke bron van overheidsfinanciering. 

## Nederland
Het loon volgens het uniforme loonbegrip is naast echt arbeidsloon ook uitkering werknemersverzekering, AOW-uitkering, (pre)pensioen of lijfrente. Het vormt de grondslag voor de zogenoemde loonheffingen. Dit zijn:
- loonheffing (LB/PV):
  - loonbelasting
  - premie volksverzekeringen (voor de AKW is geen premie verschuldigd):
    - premies Anw, Wlz
    - tot de eerste dag van de maand waarin men de AOW-leeftijd bereikt: premie AOW
- premies werknemersverzekeringen (alleen met betrekking tot werknemers en uitkeringsgerechtigden werknemersverzekeringen, en dus niet van toepassing op AOW-uitkering, (pre)pensioen of lijfrente):
  - premie WW-Awf
  - sectorpremie (waarin een opslag voor bijdrage kinderopvang, en een opslag voor de premie ZW)
  - premie WAO/WIA:
    - basispremie WAO /WIA
    - gedifferentieerde premie WGA (afhankelijk van het arbeidsongeschiktheidsrisico in de onderneming)
- premie Zorgverzekeringswet: werkgeversheffing Zvw (niet bij AOW-uitkering, (pre)pensioen of lijfrente) of inkomensafhankelijke bijdrage (IAB) (alleen bij AOW-uitkering, (pre)pensioen en lijfrente)

Enigszins verwarrend is dus dat "de loonheffing" slechts een onderdeel vormt van "de loonheffingen".
De inhoudingsplichtige draagt de van toepassing zijnde loonheffingen af aan de Belastingdienst. Hij houdt de loonheffing, indien van toepassing de IAB, en van de premies werknemersverzekeringen alleen eventueel een deel van de gedifferentieerde premie WGA, in op het loon of de uitkering.
UWV doet de uitkeringen van de werknemersverzekeringen en beheert de werknemersgegevens (Polisadministratie) die de inhoudingsplichtige met de aangifte loonheffingen aan de Belastingdienst doorgeeft.

## België
In België hanteert men eerder de term loonafhouding (of loonaftrek). Van het loon van werknemers worden de volgende bijdragen afgehouden:
- RSZ-bijdragen, waarmee de sociale zekerheid (pensioenen, kinderbijslagen, ziekteverzekering,...) grotendeels gefinancierd worden.
- "Bedrijfsvoorheffing", d.i. een belasting, namelijk een voorafname van de belasting die de werknemer op het loon aan de staat zal betalen.